# Hermannia disticha
Hermannia disticha är en malvaväxtart som beskrevs av Heinrich Adolph Schrader. Hermannia disticha ingår i släktet Hermannia och familjen malvaväxter. Inga underarter finns listade i Catalogue of Life.